# Geldrop-Mierlo

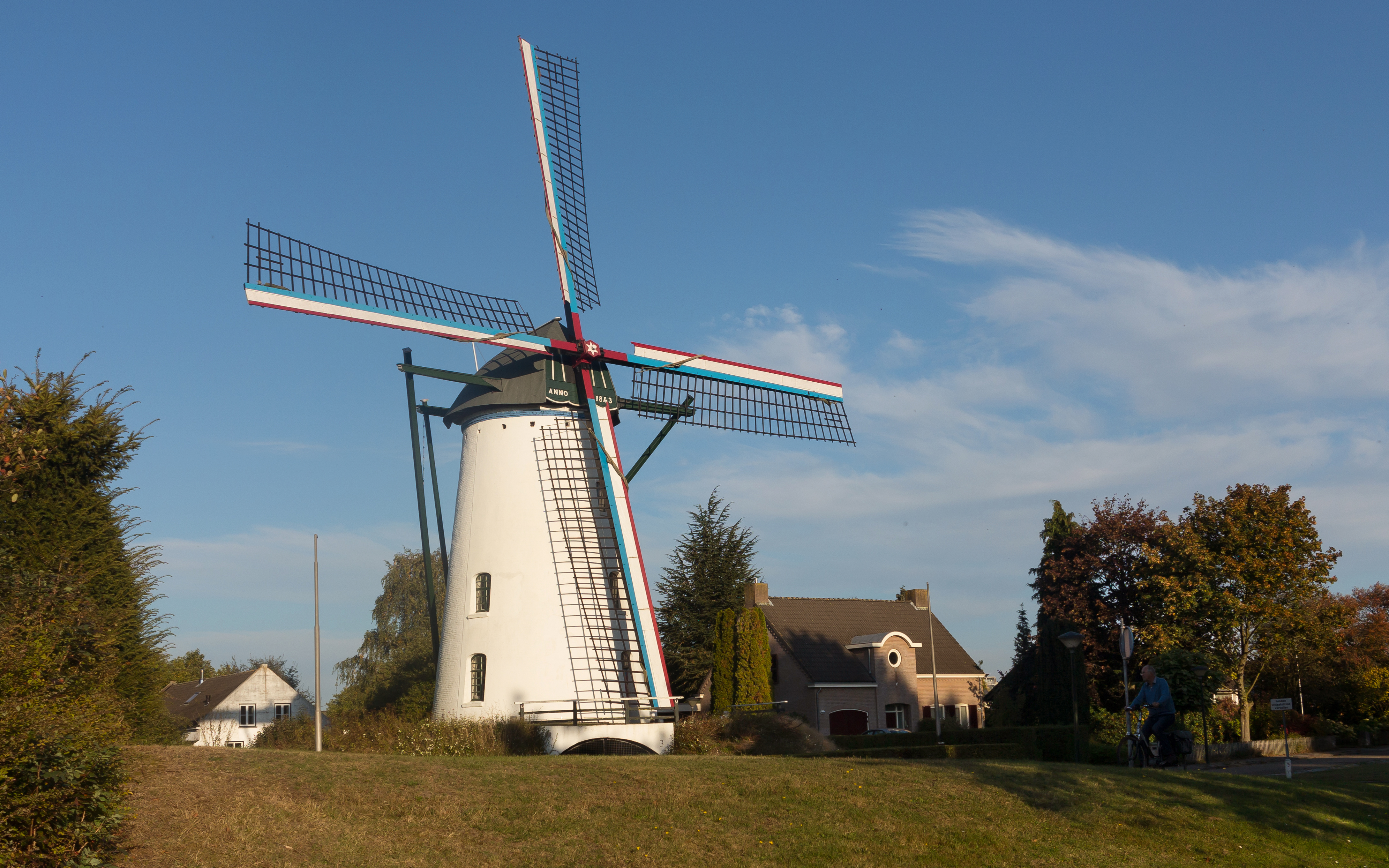
Geldrop, Mühle: korenmolen 't Nupke

Geldrop-Mierlo (anhörenⓘ) ist eine Gemeinde in den Niederlanden, Provinz Noord-Brabant. Sie hat 40.765 Einwohner (Stand 1. Januar 2025).

## Orte
- Geldrop (29.480 Einwohner), wo sich die Gemeindeverwaltung befindet
- Mierlo (11.255 Einwohner)

## Lage und Wirtschaft
Geldrop liegt 5 Kilometer östlich von Eindhoven an der Autobahn A67 Antwerpen – Eindhoven – Venlo. Es hat einen Bahnhof an der Eisenbahnstrecke Eindhoven – Weert. Vier Kilometer weiter nach Nordost, zwischen Eindhoven und Helmond, liegt Mierlo.
Beide Dörfer sind als Vorort von Eindhoven zu bezeichnen. In Geldrop gibt es noch einige Industrie, Die Firma Kuhn Landmaschinen (ehemals PZ Zweegers) betreibt ein Werk mit ca. 330 Mitarbeitern für landwirtschaftliche Maschinen. Honigkuchen: Firma Peijnenburg, landesweit bekannt; außerdem ein Werk das Autoteile herstellt und viel Kleingewerbe. Die Zeit, da Geldrop für den Ackerbau und die Zucht von Kirschbäumen bekannt war, ist nahezu vorüber.

## Geschichte
Geldrop wird etwa ab 1600 erstmals bekannt. Als 1629 der Feldherr Friedrich Heinrich von Oranien-Nassau die Stadt Herzogenbusch für die protestantische Republik der Vereinigten Niederlande eingenommen hatte, mussten viele Katholiken fliehen. Der Bischof Ophovius, ein Bekannter des Antwerpener Diplomaten und Malers Peter Paul Rubens, zog ins Geldroper Schloss. Dort soll Rubens ihn besucht und vielleicht gemalt haben; ein von Rubens geschaffenes Porträt des Bischofs hängt im Amsterdamer Rijksmuseum.
Im 19. Jahrhundert wurde Geldrop vorübergehend eine Fabrikstadt, dank der Woll- und Textilindustrie, die aber nach etwa 1960 einging. Im Zweiten Weltkrieg wurde hier im Rahmen der Operation Market Garden (September/Oktober 1944) heftig gekämpft.

## Sehenswürdigkeiten
- Das Schloss mitten in Geldrop: Das im Jahr 1616 entstandene Gebäude enthält ein kleines Heimatmuseum, ein Restaurant, ein Partyzentrum und einen Saal, wo die Einwohner Geldrops und der näheren Umgebung Eheschließungen (Trauungen) stattfinden lassen können. Andere Teile des Schlosses sind Büroräume, die der Öffentlichkeit nicht zugänglich sind. Das Schloss wird von weitläufigen Garten- und Parkanlagen umgeben.
- Das kleine Geldroper Webereimuseum, in einer alten Textilfabrik, mit einer bedeutenden Sammlung Webstühle. Nur beschränkt geöffnet.
- Das kleine Puppentheater-Museum, ebenfalls mitten in Geldrop.
- Geldrop und Mierlo haben je eine alte Windmühle.
- Die auffällig große Sankt Brigida-Kirche in Geldrop. Neben der Kirche eine Skulptur, die einen Weber darstellt.
- Das britische „Ereveld“ (Kriegsgräberstätte) aus dem Zweiten Weltkrieg.
- Im südlichen Teil Hoog Geldrop sind die Straßen nach Orten und Personen aus Tolkiens Der Herr der Ringe benannt worden.[3]

## Politik
Die lokale Democratische Groepering Geldrop konnte die Kommunalwahl am 16. März 2022 mit fast einem Fünftel aller Stimmen für sich entscheiden. In der Legislaturperiode 2018–2022 bildete die CDA eine Koalition mit GroenLinks sowie den Lokalparteien Democratische Groepering Geldrop und Dorpspartij Mierlo.

### Gemeinderat
Der Gemeinderat wird seit der Gründung von Geldrop-Mierlo folgendermaßen gebildet:
| Partei                                 | Sitze | Sitze | Sitze | Sitze | Sitze | Sitze |
| Partei                                 | 2003  | 2006  | 2010  | 2014  | 2018  | 2022  |
| -------------------------------------- | ----- | ----- | ----- | ----- | ----- | ----- |
| Democratische Groepering Geldrop       | 5     | 6     | 4     | 6     | 5     | 6     |
| CDA                                    | 6     | 5     | 4     | 4     | 5     | 5     |
| Dorpspartij Mierlo                     | 3     | 3     | 3     | 3     | 3     | 4     |
| PvdA                                   | 4     | 5     | 4     | 1     | 1     | 3     |
| GroenLinks                             | 4     | 5     | 4     | 2     | 3     | 3     |
| D66                                    | 0     | –     | 2     | 3     | 2     | 2     |
| VVD                                    | 2     | 2     | 3     | 3     | 4     | 2     |
| SAMEN                                  | –     | –     | –     | –     | 2     | 2     |
| SP                                     |       | –     | 1     | 3     | –     | –     |
| Lijst Şenal                            | –     | –     | –     | 0     | –     | –     |
| Onafhankelijk Geldrop-Mierlo a         | 2     | 2     | 4     | –     | –     | –     |
| Democratische Partij voor Solidariteit | –     | –     | 0     | –     | –     | –     |
| Verenigd Geldrop-Mierlo                | 3     | 2     | –     | –     | –     | –     |
| Gesamt                                 | 25    | 25    | 25    | 25    | 25    | 27    |

Anmerkungen

### College van B&W
Das College van burgemeester en wethouders der Gemeinde Geldrop-Mierlo setzt sich aus vier Beigeordneten zusammen, die durch die Koalitionsparteien CDA, Democratische Groepering Geldrop, Dorpspartij Mierlo und GroenLinks bereitgestellt werden. Folgende Personen gehören zum Kollegium und sind in folgenden Bereichen zuständig:
| Funktion         | Name              | Partei                           | Ressort | Anmerkung                         |
| ---------------- | ----------------- | -------------------------------- | --- | --------------------------------- |
| Bürgermeister    | Jos van Bree      | VVD                              | Wirtschaft, Immobilien, Arbeit und Einkommen, Bauen und Wohnen, Flächennutzungspläne, Wohnungsbauprojekte, Basisregistrierungen/Geoinformation/Vermessung, Markt, Kirmes, Verkauf öffentlichen Grüns, Schuldnerberatung | seit dem 28. November 2019 im Amt |
| Beigeordnete     | Hans van de Laar  | Dorpspartij Mierlo               | Erreichbarkeit und Verkehr, Finanzen, Steuern, Einkauf und Ausschreibung, Informatisierung und Automatisierung, öffentliche Arbeiten, Wasser, Grün, Forstpolitik, Spieleinrichtungen, Datenschutz-Grundverordnung       | –                                 |
| Beigeordnete     | Peter Looijmans   | Democratische Groepering Geldrop | gebietsgezieltes Arbeiten, Pflege und Wohl, gesund leben, Altenpolitik, Bezirksentwicklungspläne | –                                 |
| Beigeordnete     | Rob van Otterdijk | GroenLinks                       | Kultur, Jugendpolitik und Bildung, Nachhaltigkeit, Natur und Umwelt, Emanzipation, Tierwohl, Müll, Hundepolitik, Archäologie, Heimatkundekreis, Kunst, Biodiversität, Schulpflicht, Schülertransport, Denkmäler, Erbgut | –                                 |
| Gemeindesekretär | Nick Scheltens    | —                                | — | seit Juli 2017 im Amt             |

### Gemeindepartnerschaft
- Dobříš, Tschechien

## Söhne und Töchter der Gemeinde
- Wilhelm III. von Enckenvoirt (1464–1534), Bischof von Tortosa 1523–1534, Bischof von Utrecht 1529–1534, Kardinal
- Heinrich Castritius Geldorp (1522–1585), Humanist
- Dries van Agt (1931–2024), Politiker und ehemaliger Ministerpräsident
- Bob Becking (* 1951), Alttestamentler und Universitätsprofessor
- Adrianus Franciscus Theodorus van der Heijden (* 1951), Schriftsteller
- Wijnand van der Sanden (* 1953), Provinzialarchäologe und Prähistoriker
- Guido Imbens (* 1963), Ökonom und Nobelpreisträger
- Jasper Blom (* 1965), Jazzmusiker
- Carla Geurts (* 1971), Schwimmerin
- Sander van Heeswijk (* 1972), Hockeyspieler
- Marcel Balkestein (* 1981), Hockeyspieler
- Lara Stone (* 1983), Model
- Mink van der Weerden (* 1988), Hockeyspieler
- Tjep Hoedemakers (* 1999), Hockeyspieler
- Shurandy Sambo (* 2001), Fußballspieler
- Dennis Vos (* 2001), Fußballspieler